# カトリック河原町教会
カトリック河原町教会（カトリックかわらまちきょうかい）は、京都府京都市中京区にある、カトリック京都司教区の司教座聖堂（カテドラル）である。守護聖人はフランシスコ・ザビエルであり、聖堂は「聖フランシスコ・ザビエル大聖堂」と称される。

## 沿革
- 1866年：パリ外国宣教会が京都でのカトリック教会再開を願いフランスで製作された聖母子像を「都の聖母」と命名、将軍塚に埋める[2]。
- 1879年：パリ外国宣教会司祭エメ・ヴィリヨンが京都に入り、将軍塚に埋められていた「都の聖母」を掘り起こし、二条高倉に教会を開く。
- 1881年：問屋町に移転
- 1882年：三条高倉に移転
- 1888年：現在地に移転
- 1889年7月25日 聖堂竣工
- 1890年5月1日：初代聖堂献堂
- 1951年：司教座聖堂に昇格
- 1967年：2代目聖堂献堂
- 1980年：教会設立100周年記念ミサ
- 2017年：2代目聖堂献堂50周年記念ミサ
- 2024年：聖堂前正面、会館改築工事完成

初代聖堂は1967年に解体されたのち1973年に博物館明治村（愛知県犬山市）へ移築、2004年に国登録有形文化財「明治村聖ザビエル天主堂」として登録された。 2代目聖堂はカール・フロイラー（スイス出身の司祭・建築家）と富家宏泰が設計、大林組が施工した。

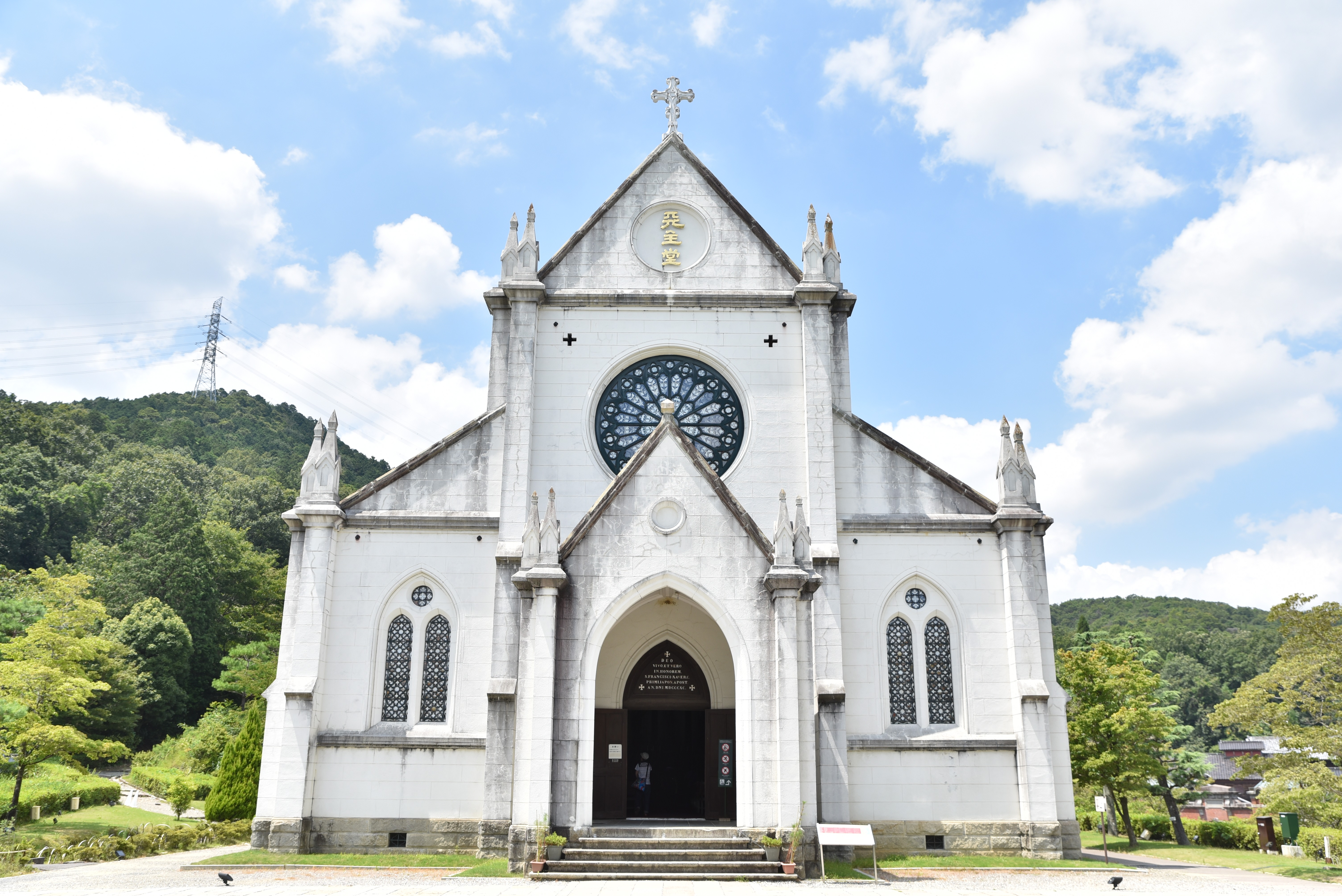
博物館明治村へ移築された初代聖堂（2019年8月撮影）
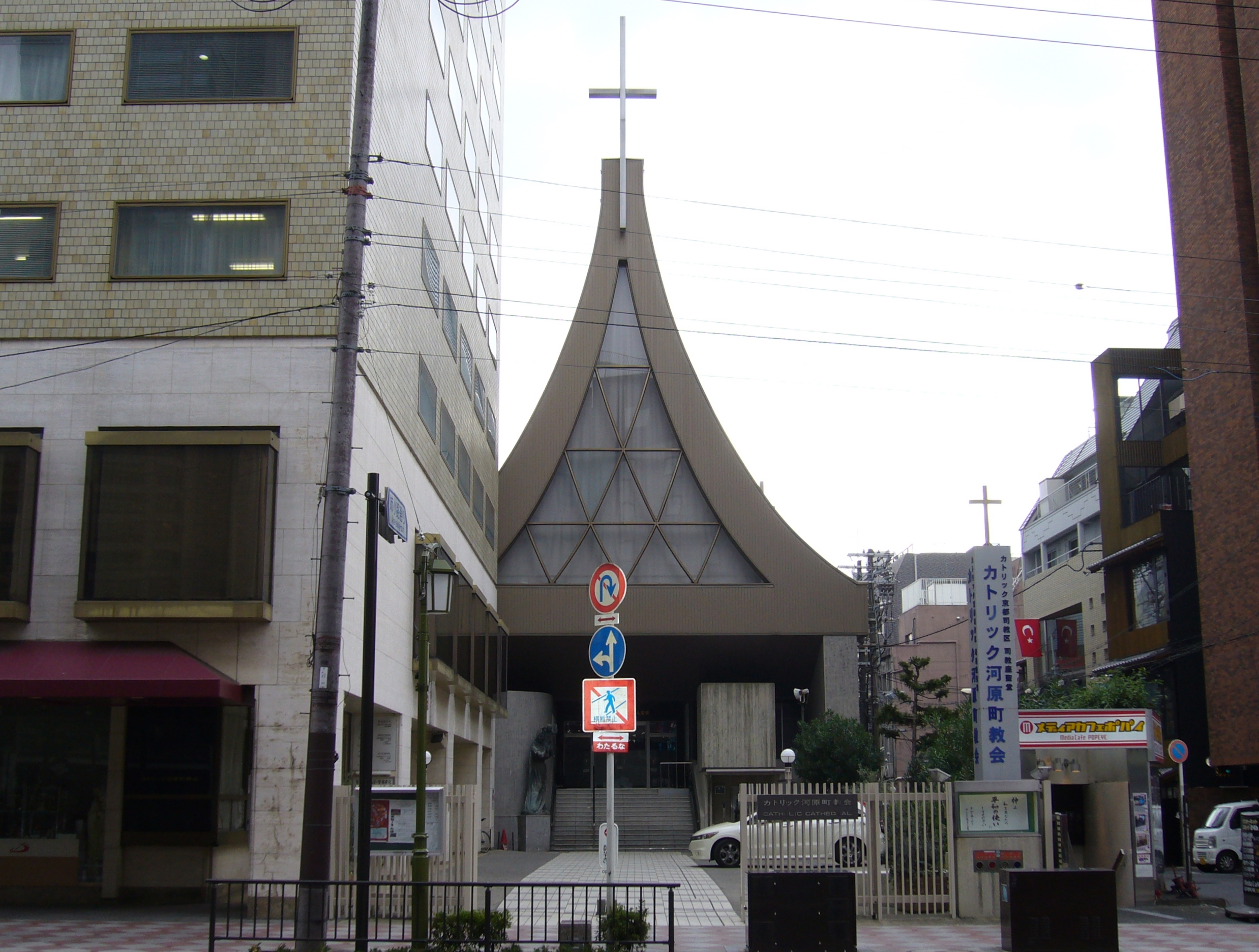
改装前の2代目聖堂・正面（2014年11月撮影）

## 所在地・交通アクセス
〒604-8006 京都府京都市中京区河原町三条上る下丸屋町423（北緯35度00分35.2秒 東経135度46分08.9秒 / 北緯35.009778度 東経135.769139度）
- 地下鉄 東西線「京都市役所前駅」下車
- 京阪本線・地下鉄 東西線「三条駅（三条京阪駅）」下車
- 阪急京都線「京都河原町駅」下車